# Maija Isola (pel·lícula)
Maija Isola. Ella, el color i la forma és una pel·lícula documental germanofinesa del 2021 dirigida i escrita per Leena Kilpeläinen. Es va estrenar a les sales de cinema de Finlàndia el 4 de març de 2022. S'ha subtitulat al català en el marc del cicle El Documental del Mes.
La pel·lícula és un documental personal sobre la dissenyadora tèxtil i artista finlandesa Maija Isola. Isola va revolucionar el món del disseny tèxtil durant la dècada del 1950 i 1960 amb uns estampats florals que es convertirien en un èxit global, de Nova York a Tòquio. La cineasta Leena Kilpeläinen reconstrueix la seva vida d'Isola a través de fotografies, dibuixos, diaris personals, postals i seqüències d’animació.
El cicle El Documental del Mes va programar-la per al gener de 2023 i es va exhibir en format híbrid. De forma presencial, la van acollir 40 sales de Catalunya, 2 de les Illes Balears i 7 del País Valencià i, en línia, 8 sales virtuals de Catalunya. Va estar disponible a FilminCat a partir del 13 de gener de 2023.